# Хвастовичі (Калузька область)
Хвастовичі (рос. Хвастовичи) — село в Хвастовицькому районі Калузької області Російської Федерації.
Населення становить 4425 осіб. Входить до складу муніципального утворення Село Хвастовичі.

## Історія
Від 2004 року входить до складу муніципального утворення Село Хвастовичі

## Населення
| 1880  | 1897  | 1913  | 1926  | 1939  | 1959  | 1970  |
| ----- | ----- | ----- | ----- | ----- | ----- | ----- |
| 1519  | ↗2140 | ↗2535 | ↘2482 | ↗2900 | ↗3251 | ↗3547 |
| 1979  | 1989  | 2002  | 2010  |       |       |       |
| ↗4097 | ↗4485 | ↗4596 | ↘4509 |       |       |       |